# سليمان بك (عزبة)
عزبة سليمان بك، عزبة تابعة لقرية جماجمون بالوحدة المحلية لقرية محلة أبو علي، التابعة لمركز دسوق، التابع لمحافظة كفر الشيخ في جمهورية مصر العربية.